# Keith Raniere
Keith Raniere is een Amerikaans sekteleider. Hij was de oprichter van NXIVM, een multi-level marketingbedrijf en sekssekte uit de Verenigde Staten.

## Biografie
Raniere werd op 26 augustus 1960 te Brooklyn, New York geboren. In zijn twintiger jaren studeerde hij af aan het Rensselaer Polytechnic Institute.

### Vroege marketingcarrière
In de jaren '80 raakte Raniere betrokken bij het multi-level marketingbedrijf Amway. Zijn tijd bij Amway inspireerde hem om zijn eigen bedrijf op te richten, genaamd Customers' Buyline. Dit bedrijf werd in 1994 door de autoriteiten opgerold aangezien het volgens hen een piramidespel betrof. Deze ervaringen met frauduleuze bedrijfsvoering in combinatie met zijn opkomende fascinatie voor scientology en neurolinguïstisch programmeren vormde een prelude voor een nieuw project.

### NXIVM
In 1998 richtte Raniere "Executive Success Programs" op, een zelfontplooiingsbedrijf. Deze werd later omgevormd tot de geheimzinnige organisatie genaamd NXIVM. Deze bood zelfhulpcursussen aan die duizenden euros per stuk kostte.
In 2005 werd binnen NXIVM het geheime genootschap Dominus Obsequious Sororium gesticht. De meest toegewijde vrouwen van NXIVM werden tot het genootschap gerekruteerd. Van de vrouwen, binnen de organisatie ook wel 'slaven' genoemd, werd verwacht dat ze seks zouden hebben met Raniere. Sommigen werden tijdens hun inwijdingsceremonie ook gebrandmerkt met zijn initialen. Deze ceremonie werd dan opgenomen en gebruikt als chantagemiddel.

### Veroordeling
In 2020 werd Raniere veroordeeld voor het uithongeren en brandmerken van vrouwen, het gebruiken van jonge vrouwen als seksslaaf, vrouwenhandel, het bezit van kinderporno, samenzwering en afpersing. Dit resulteerde in een celstraf van 120 jaar.

## Verwijzingen
1. 1 2  Moorman, Mark, "Twee nieuwe docuseries vertellen het horrorverhaal van de sekte NXIVM, geleid door de narcistische Keith Raniere", de Volkskrant, 28 januari 2021. Gearchiveerd op 31 oktober 2022.
2. 1 2  Josh Bloch, Kathleen Goldhar, Anita Elash en Dave Pizer, "The making of Vanguard", CBC News, 12 september 2018. Gearchiveerd op 6 juni 2023.
3. 1 2 3 4  "120 jaar cel voor omstreden New Yorkse sekteleider Keith Raniere", NOS Nieuws, 27 oktober 2020. Gearchiveerd op 2 mei 2023.